# Tabanus abdominalis
Tabanus abdominalis är en tvåvingeart som beskrevs av Fabricius 1805. Tabanus abdominalis ingår i släktet Tabanus och familjen bromsar. Inga underarter finns listade i Catalogue of Life.